# Rozprostřené spektrum
Standardní metody potlačení rušivých signálů jsou zaměřeny na širokopásmový (bílý) šum. V případě existence úzkopásmového rušivého signálu proto standardní metody selhávají a musí se proto nahradit resp. doplnit jinými metodami. Jednou z metod na potlačení úzkopásmového rušivého signálu je metoda rozprostřeného spektra (spread spectrum).

## Úzkopásmový rušivý signál
Příčiny existence rušivého signálu jsou:
- úzkopásmový signál, vysílaný (úmyslně či neúmyslně) jiným vysílačem ve stejném kmitočtovém pásmu
- vícecestné šíření užitečného signálu.

Úmyslné rušení (jamming) spadá spíše do vojenské problematiky, přesto nebo právě proto byly metody potlačení rušivého signálu rozvíjeny a aplikovány nejdříve v této oblasti. Neúmyslné rušení (interference) vzniká např. tehdy, je-li v blízkosti přijímače vysílač, pracující sice v jiném kmitočtovém pásmu, ale jehož signál je vzhledem k blízkosti tak silný, že v důsledku nelinearit v přijímači dochází k jeho částečnému proniknutí do pásma užitečného signálu. Další možností neúmyslného rušení je sdílení stejného kmitočtového pásma více uživateli, kdy je neekonomické nebo nemožné (např. z důvodu náhodného zpoždění signálů v mobilních službách) oddělit jejich signály časově.
V případě vícecestného šíření (multipath), vzniklého odrazy užitečného signálu, je rušivým signálem zpožděný užitečný signál, tj. signál ve stejném kmitočtovém pásmu a proto procházející vstupními obvody přijímače. Jeho sečtením se signálem, který se šíří přímou cestou, dochází ke změně amplitudy (výkonu) výsledného signálu, ale také se vzájemně ovlivňují přenášená data. Důsledkem je prudké zvýšení pravděpodobnosti chyby nejen vlivem slabého signálu, ale také porušením synchronizace dat, neboť nejsme schopni spolehlivě rozhodnout, kdy začíná a končí modulovaný signál. Vliv vícecestného šíření je výrazný tam, kde jej nemůžeme potlačit směrovou charakteristikou antény, tj. při příjmu signálu v městské zástavbě, jedoucím autě, členitém terénu atd.

## Základní principy
Princip metody spočívá v tom, že před zpracováním přijatého signálu standardními metodami jej vhodně přeměníme tak, aby se z rušivého úzkopásmového signálu stal širokopásmový signál (vzhledem k šířce pásma obvodů standardního zpracování). Protože standardní metody jsou navrženy na potlačení širokopásmového šumu, potlačí i tento přeměněný rušivý signál.
Přijímaný signál je však součtem užitečného signálu, šumu a rušivého signálu, a proto uvedené zpracování postihne i užitečný signál a šum. Z hlediska potlačení šumu je zřejmé, že metoda rozprostření spektra musí být zvolena tak, že bílý (nekorelovaný) šum zůstane po její aplikaci stále bílý, neboť v opačném případě by nemohl být standardními metodami potlačen. Důsledkem tohoto požadavku je, že metoda rozprostření spektra musí být bez paměti, aby nedošlo ke vzájemné závislosti složek šumu. Z hlediska užitečného signálu je nutné, aby po aplikaci metody rozprostření spektra zůstal nezměněn. To ovšem není možné, užitečný signál má porovnatelnou šířku pásma jako rušivý signál (v případě vícecestného šíření dokonce stejnou) a proto jej postihne stejný efekt. Je proto nevyhnutelné vhodně upravit vysílaný signál tak, aby se účinek rozprostření spektra v přijímači eliminoval, tj. abychom po aplikaci metody rozprostření spektra dostali původní užitečný signál.
Nejrozšířenějšími metodami rozprostření spektra je rozprostření přímou posloupností (DS – direct-sequence spread spectrum; DSSS) a frekvenčním přeskakováním (FH – frequency-hopping spread spectrum; FHSS).

### DS
Rozprostření spektra přímou posloupností je založeno na násobení přijímaného signálu nezávislým širokopásmovým stacionárním náhodným signálem g. Lze ukázat, že výsledkem úzkopásmového a širokopásmového signálu součinu je opět širokopásmový signál, jehož spektrum je rozloženo kolem nosného kmitočtu úzkopásmového signálu a tvar spektra odpovídá tvaru spektra násobícího signálu.
Uvedeným násobením tedy dosáhneme požadovaného cíle, tj. že z úzkopásmového rušivého signálu se stane širokopásmový (potlačitelný) signál. Jako násobící signál se používá nekorelovaná posloupnost hodnot 1 a −1. Pak je snadná realizace zpracování užitečného signálu ve vysílači, protože stačí násobit užitečný signál s před vysláním toutéž posloupností g, tj. vysíláme signál s*g . V přijímači po násobení přijímaného signálu posloupností g dostáváme původní užitečný signál, neboť (s*g)*g=s. Spektrum vysílaného signálu (tj. součinu úzkopásmového užitečného signálu a širokopásmového signálu) je tedy širokopásmové, aplikací metody se rozprostřelo, a odtud také název tohoto typu modulace.

### FH
Princip rozprostření spektra frekvenčním přeskakováním spočívá v tom, že v přijímači je náhodně (tj. na základě náhodné posloupnosti) měněn kmitočet místního oscilátoru, jímž se převádí kmitočet přijímaného signálu na mezifrekvenční kmitočet. Provádíme tak náhodnou frekvenční modulaci rušivého signálu, jeho spektrum se náhodně posouvá po kmitočtové ose a stává se tak z něj požadovaný širokopásmový signál. Podobně bílý šum zachovává svůj charakter, neboť posunováním konstantní spektrální výkonové hustoty se její tvar nemění. Z hlediska přenosu užitečného signálu musíme zabezpečit, aby užitečný signál měl po směšování konstantní mezifrekvenční kmitočet. Znamená to, že ve vysílači musíme měnit kmitočet vysílaného signálu stejně náhodným postupem jako je měněn kmitočet místního oscilátoru v přijímači a vysílaný signál je opět širokopásmový.
Na rozdíl od metody DS, kde se potlačení rušivého signálu dosahuje snížením jeho spektrální výkonové hustoty (v literatuře je DS označována jako averaging system), při metodě FH se rušivý signál potlačuje tím, že projde mezifrekvenčním zesilovačem jen zřídka, když je jeho nosný kmitočet roven náhodnému nosnému kmitočtu užitečného signálu. Užitečný signál se tedy „vyhýbá“ rušivému signálu a proto je FH zařazováno mezi avoidance systémy.

## Shrnutí
Shrňme naše poznatky z popisu nejpoužívanějších metod. Ve vysílači je užitečný signál rozprostřen na širokopásmový signál. Na vstupu přijímače je pak součet rozprostřeného užitečného signálu (se šířkou pásma {\displaystyle B_{r}}), úzkopásmového rušivého signálu a bílého šumu. Po aplikaci metody rozprostření spektra – rozprostření z hlediska rušivého signálu, z hlediska užitečného signálu se jedná o kompresi spektra – pak do obvodů standardního zpracování (se šířkou pásma {\displaystyle B} rovnou šířce pásma užitečného signálu) vstupuje součet úzkopásmového užitečného signálu, rozprostřeného rušivého signálu (se stejnou šířkou pásma {\displaystyle B_{r}} jako měl rozprostřený užitečný signál) a bílého šumu.
V důsledku rozprostření výkonu {\displaystyle P_{j}} rušivého signálu do širokého kmitočtového pásma vstupuje do zpracování standardními metodami podstatně menší výkon {\displaystyle P_{r}} rušivého signálu. Poměr {\displaystyle G_{p}=P_{j}/P_{r}} udává, kolikrát se použitím dané metody potlačí výkon rušivého signálu a proto jej nazýváme zisk zpracování (processing gain). Protože platí {\displaystyle G_{p}=B_{r}/B}, je potlačení rušivého signálu tím větší, čím je větší poměr mezi šířkou pásma rozprostřeného signálu a šířkou pásma užitečného signálu. Zdůrazněme, že šířka pásma rozprostřeného rušivého signálu je stejná jako rozprostřeného užitečného signálu, protože je dána metodou rozprostření a nikoliv vlastnostmi rušivého signálu.